# Aleš Hemský
Aleš Hemský (* 13. srpna 1983 Pardubice) je bývalý český hokejový útočník.

## Hráčská kariéra
Jako celkově 13. hráče v prvním kole draftu NHL si jej v roce 2001 vybrali zástupci Edmonton Oilers. Při výluce NHL v roce 2005 hrál za Pardubice v české extralize, ve které ovládl kanadské bodování. Téhož roku se zúčastnil Mistrovství světa 2005 ve Vídni, kde český tým získal zlaté medaile. V březnu roku 2014, při posledním přestupovém dnu v NHL, byl vyměněn do týmu Ottawa Senators za právo výběru v 5. kole draftu roku 2014 a 3. kole draftu 2015. Po sezóně podepsal tříletou smlouvu s Dallasem Stars, kde hrál do roku 2017. V sezóně 2017/2018 působil v klubu Montreal Canadiens, kde však odehrál pouze sedm zápasů na podzim 2017. Poté se dlouhodobě zotavoval z otřesu mozku, který utrpěl při hře, a po dvou letech se při pokusech o návrat projevily potíže s kyčlí. V květnu 2020 oznámil ukončení hráčské kariéry.

## Ocenění a úspěchy
- 2000 ČHL-20 – Nejlepší nahrávač
- 2001 CHL – All-Rookie Tým
- 2001 QMJHL – All-Rookie Tým
- 2001 QMJHL – Michael Bossy Trophy
- 2002 CHL – Třetí All-Star Tým
- 2002 QMJHL – Druhý All-Star Tým
- 2002 MSJ – Nejlepší nahrávač
- 2003 NHL – Nováček měsíce března
- 2005 ČHL – Nejlepší hráč playoff v pobytu na ledě +/−
- 2005 ČHL – Nejlepší nahrávač v playoff
- 2005 ČHL – Nejproduktivnější hráč v playoff
- 2005 ČHL – Nejužitečnější hráč v playoff
- 2011 NHL – All-Star Game (Nenastoupil kvůli zranění)

## Prvenství

### ČHL
- Debut – 28. prosince 1999 (HC Pardubice proti HC Slovnaft Vsetín)
- První asistence – 18. února 2000 (HC Slovnaft Vsetín proti HC Pardubice)
- První gól – 17. září 2004 (HC Moeller Pardubice proti Bílí Tygři Liberec, českému brankáři Milanu Hniličkovi)
- První hattrick – 4. listopadu 2012 (HC ČSOB Pojišťovna Pardubice proti HC Slavia Praha)

### NHL
- Debut – 10. října 2002 (Edmonton Oilers proti Philadelphia Flyers)
- První asistence – 12. října 2002 (Nashville Predators proti Edmonton Oilers)
- První gól – 4. ledna 2003 (Edmonton Oilers proti Montreal Canadiens, kanadskému brankáři José Théodore)
- První hattrick – 20. března 2012 (Nashville Predators proti Edmonton Oilers)

## Klubové statistiky
| Sezóna     | Klub                         | Soutěž     |     | Základní část | Základní část | Základní část | Základní část | Základní část |   | Play off | Play off | Play off | Play off | Play off |
| Sezóna     | Klub                         | Soutěž     | Z   | G             | A             | B             | TM            | Z             | G | A        | B        | TM       |          |          |
| 1999–00    | HC Pardubice                 | ČHL        | 4   | 0             | 1             | 1             | 0             | —             | — | —        | —        | —        |          |          |
| 2000–01    | Hull Olympiques              | QMJHL      | 68  | 36            | 64            | 100           | 67            | 5             | 2 | 3        | 5        | 2        |          |          |
| 2001–02    | Hull Olympiques              | QMJHL      | 53  | 27            | 70            | 97            | 86            | 10            | 6 | 10       | 16       | 6        |          |          |
| 2002–03    | Edmonton Oilers              | NHL        | 59  | 6             | 24            | 30            | 14            | 6             | 0 | 0        | 0        | 0        |          |          |
| 2003–04    | Edmonton Oilers              | NHL        | 71  | 12            | 22            | 34            | 14            | —             | — | —        | —        | —        |          |          |
| 2004–05    | HC Moeller Pardubice         | ČHL        | 47  | 13            | 18            | 31            | 28            | 16            | 4 | 10       | 14       | 26       |          |          |
| 2005–06    | Edmonton Oilers              | NHL        | 81  | 19            | 58            | 77            | 64            | 24            | 6 | 11       | 17       | 14       |          |          |
| 2006–07    | Edmonton Oilers              | NHL        | 64  | 13            | 40            | 53            | 40            | —             | — | —        | —        | —        |          |          |
| 2007–08    | Edmonton Oilers              | NHL        | 74  | 20            | 51            | 71            | 34            | —             | — | —        | —        | —        |          |          |
| 2008–09    | Edmonton Oilers              | NHL        | 72  | 23            | 43            | 66            | 32            | —             | — | —        | —        | —        |          |          |
| 2009–10    | Edmonton Oilers              | NHL        | 22  | 7             | 15            | 22            | 8             | —             | — | —        | —        | —        |          |          |
| 2010–11    | Edmonton Oilers              | NHL        | 47  | 14            | 28            | 42            | 18            | —             | — | —        | —        | —        |          |          |
| 2011–12    | Edmonton Oilers              | NHL        | 69  | 10            | 26            | 36            | 43            | —             | — | —        | —        | —        |          |          |
| 2012–13    | HC ČSOB Pojišťovna Pardubice | ČHL        | 27  | 14            | 18            | 32            | 52            | —             | — | —        | —        | —        |          |          |
| 2012–13    | Edmonton Oilers              | NHL        | 38  | 9             | 11            | 20            | 16            | —             | — | —        | —        | —        |          |          |
| 2013–14    | Edmonton Oilers              | NHL        | 55  | 9             | 17            | 26            | 20            | —             | — | —        | —        | —        |          |          |
| 2013–14    | Ottawa Senators              | NHL        | 20  | 4             | 13            | 17            | 4             | —             | — | —        | —        | —        |          |          |
| 2014–15    | Dallas Stars                 | NHL        | 76  | 11            | 21            | 32            | 16            | —             | — | —        | —        | —        |          |          |
| 2015–16    | Dallas Stars                 | NHL        | 75  | 13            | 26            | 39            | 20            | 13            | 1 | 3        | 4        | 2        |          |          |
| 2016–17    | Dallas Stars                 | NHL        | 15  | 4             | 3             | 7             | 0             | —             | — | —        | —        | —        |          |          |
| 2017–18    | Montreal Canadiens           | NHL        | 7   | 0             | 0             | 0             | 10            | —             | — | —        | —        | —        |          |          |
| NHL celkem | NHL celkem                   | NHL celkem | 845 | 174           | 398           | 572           | 353           | 43            | 7 | 14       | 21       | 16       |          |          |
| ČHL celkem | ČHL celkem                   | ČHL celkem | 78  | 27            | 37            | 64            | 80            | 16            | 4 | 10       | 14       | 26       |          |          |

## Reprezentace
| Rok                       | Tým                       | Soutěž                    | Z  | G  | A  | B  | TM |
| ------------------------- | ------------------------- | ------------------------- | -- | -- | -- | -- | -- |
| 2002                      | Česko 20                  | MSJ                       | 7  | 3  | 6  | 9  | 6  |
| 2005                      | Česko                     | MS                        | 7  | 2  | 1  | 3  | 2  |
| 2006                      | Česko                     | OH                        | 8  | 1  | 2  | 3  | 2  |
| 2009                      | Česko                     | MS                        | 7  | 2  | 4  | 6  | 4  |
| 2012                      | Česko                     | MS                        | 10 | 5  | 3  | 8  | 8  |
| 2014                      | Česko                     | OH                        | 5  | 3  | 1  | 4  | 0  |
| 2016                      | Česko                     | SP                        | 3  | 0  | 2  | 2  | 2  |
| Juniorská kariéra celkově | Juniorská kariéra celkově | Juniorská kariéra celkově | 7  | 3  | 6  | 9  | 6  |
| Seniorská kariéra celkově | Seniorská kariéra celkově | Seniorská kariéra celkově | 40 | 13 | 12 | 25 | 18 |